# Key West
Key West är en stad och den västligaste av Florida Keys-öarna. Key West ligger i södra Florida, ca 240 km söder om Miami och 145 km norr om Havanna på Kuba, och är slutdestinationen för US Highway 1. Befolkningen uppgår till cirka 25 000 personer.
Key West är en hamnstad och många kryssningsfartyg anlöper hamnen. Här finns en internationell flygplats, Key West International Airport (EYW) och ett stort antal hotell och pensionat. De flesta ligger i närheten av huvudgatan Duval Street där även den kända baren Sloppy Joe's återfinns.

## Bakgrund
1912 invigdes en järnväg från fastlandet ut till Key West, men 1935 drog en våldsam orkan fram över området och förstörde en stor del av infrastrukturen. Det ansågs för dyrt att bygga upp järnvägen igen, så tågtrafiken till Key West blev ganska kortvarig. I stället användes en del av järnvägsbroarna till att bygga US Highway 1 och denna invigdes 1938.
På 1920-talet flyttade många konstnärer och intellektuella till Key West som alltid varit känt för sin toleranta och öppna livsstil. Varje år hålls här en stor gayfestival med tusentals bofasta och tillresta deltagare i festligheterna. Det finns flera gayställen och Key West är ett populärt resmål för USA:s homosexuella.
På grund av närheten till Kuba är Key West av strategiskt intresse för militären, därför har USA:s flotta och kustbevakning närvaro på ön.

## Berömda sevärdheter på Key West

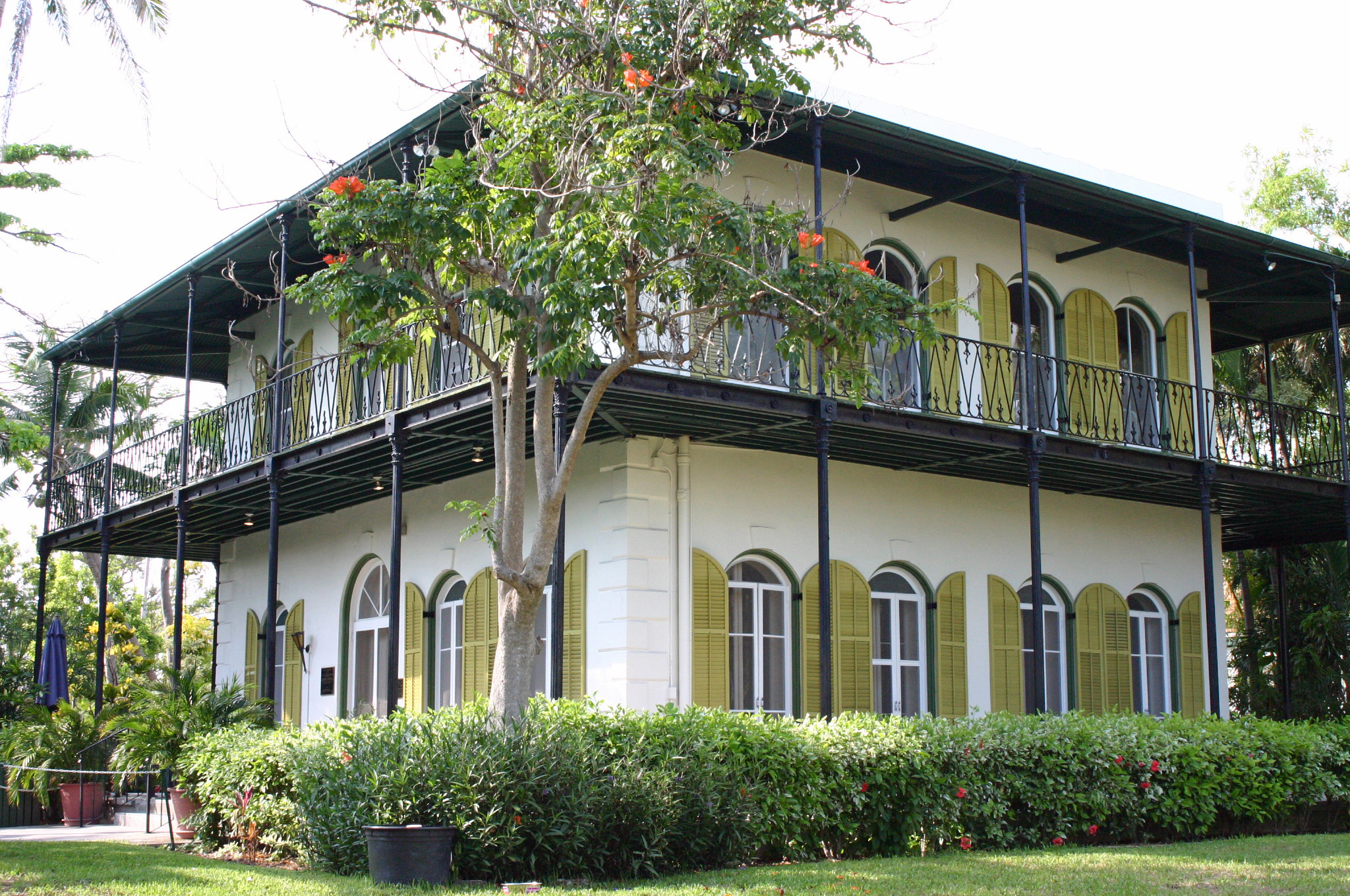
Hemingway House

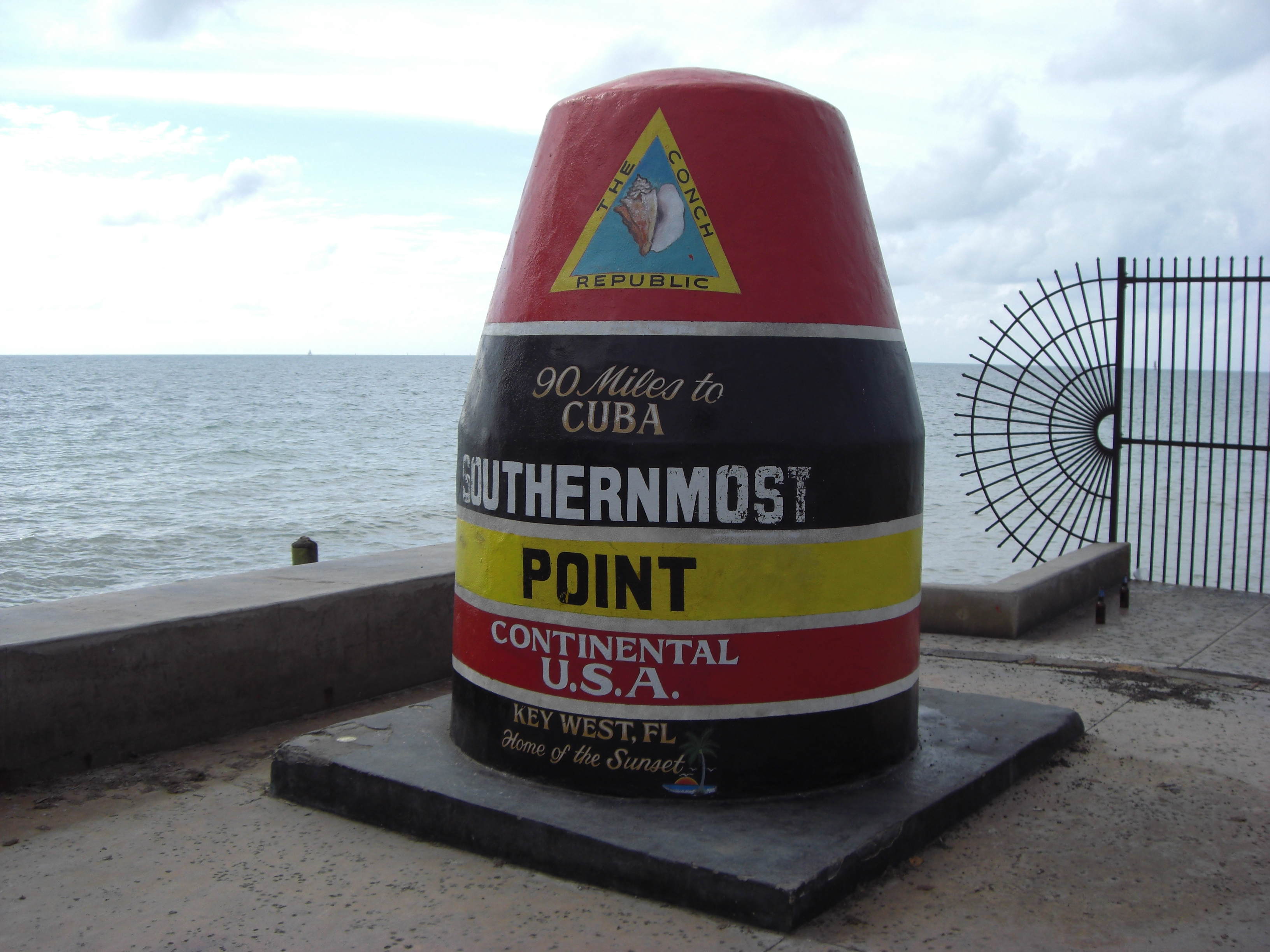
Monument på Key West som markerar den sydligaste punkten i kontinentala USA.

Hemingway House: Ernest Hemingway bodde några år på Key West (1931-1940) och hans bostad är nu museum med guidade turer. Trädgården vimlar av sextåiga katter som påstås vara ättlingar till de katter som Hemingway ägde. Här finns också den första poolen på Key West. Priset för att bygga poolen var 20.000 dollar. Hemingway hade köpt fastigheten för 8.000 dollar bara några år tidigare.
Sloppy Joe's bar: På baren Sloppy Joe's lär Hemingway ha tillbringat en hel del av sin fritid. Den ligger i korsningen Duval Street / Green Street och flyttade hit från sin ursprungliga adress på Green Street 1935 där "The Original Sloppy Joe's" fortfarande ligger kvar. En gång per år (i juli) har man även en tävling i vem som är mest lik Hemingway och fotografier av segrarna pryder en av väggarna.
Southernmost Point: På sydvästra delen av Key West finns ett fingerborgsformat monument som kallas Southernmost Point. Det markerar den sydligaste delen av det "kontinentala USA", även om det angränsande området Truman Annex är den verkliga sydligaste punkten. Dock är det ett militärt område utan tillträde för turister. Härifrån är det dessutom bara 144 km till Kuba medan det är 256 km till Miami.